# David Dragoun
David Dragoun (* 1976 Brno) je český hudebník, klávesista, zpěvák a skladatel. Vystupuje se svojí doprovodnou kapelou David Dragoun Band. Je synem rockového hudebníka Romana Dragouna.